# Cotabato City
Cotabato City is een stad op het zuidelijk Filipijnse eiland Mindanao. De stad ligt binnen de grenzen van de provincie Maguindanao, maar maakt daar bestuurlijk gezien geen deel van uit. Bij de laatste census in 2007 had de stad ruim 259 duizend inwoners.
Cotabato City ligt hemelsbreed 1294 kilometer ten zuiden van de Filipijnse hoofdstad Manilla aan de Baai van Illana. De stad is het regionale centrum van de regio Autonomous Region in Muslim Mindanao (ARMM), maar behoort zelf tot de naburige regio SOCCSKSARGEN.
De stad is de zetel van het rooms-katholieke aartsbisdom Cotabato.

## Geografie

### Bestuurlijke indeling
Cotabato City is onderverdeeld in de volgende 37 barangays:
| - Bagua - Kalanganan - Poblacion - Rosary Heights - Tamontaka - Bagua I - Bagua II - Bagua III - Kalanganan I - Kalanganan II - Poblacion I - Poblacion II - Poblacion III | - Poblacion IV - Poblacion V - Poblacion VI - Poblacion VII - Poblacion VIII - Poblacion IX - Rosary Heights I - Rosary Heights II - Rosary Heights III - Rosary Heights IV - Rosary Heights V - Rosary Heights VI - Rosary Heights VII | - Rosary Heights VIII - Rosary Heights IX - Rosary Heights X - Rosary Heights XI - Rosary Heights XII - Rosary Heights XIII - Tamontaka I - Tamontaka II - Tamontaka III - Tamontaka IV - Tamontaka V |

## Demografie
Cotabato City had bij de census van 2007 een inwoneraantal van 259.153 mensen. Dit zijn 95.304 mensen (58,2%) meer dan bij de vorige census van 2000. De gemiddelde jaarlijkse groei komt daarmee uit op 6,53%, hetgeen hoger is dan het landelijk jaarlijks gemiddelde over deze periode (2,04%). Vergeleken met de census van 1995 is het aantal mensen met 0 (100,0%) toegenomen.
De bevolkingsdichtheid van Cotabato City was ten tijde van de laatste census, met 259.153 inwoners op 176 km², 1472,5 mensen per km².

## In het nieuws
Op kerstavond (24 december) 2004 wordt een bomaanslag gepleegd in de stad. Hierbij vallen 17 doden, waaronder de burgemeester van de stad.
Ampatuan · Barira · Buldon · Buluan · Cotabato City · Datu Abdullah Sangki · Datu Anggal Midtimbang · Datu Blah T. Sinsuat · Datu Hoffer Ampatuan · Datu Odin Sinsuat · Datu Paglas · Datu Piang · Datu Salibo · Datu Saudi-Ampatuan · Datu Unsay · Gen. S.K. Pendatun · Guindulungan · Kabuntalan · Mamasapano · Mangudadatu · Matanog · Northern Kabuntalan · Pagagawan · Pagalungan · Paglat · Pandag · Parang · Rajah Buayan · Shariff Aguak · Shariff Saydona Mustapha · South Upi · Sultan Kudarat · Sultan Mastura · Sultan sa Barongis · Talayan · Talitay · Upi